# 票仓
票仓，鐵票倉或鐵票是一个选举词汇。意为“票源集中且稳固的地方”。在各个国家和地区，主要政党一般都有固定的票仓。票仓可以指一片大的区域，例如某国南方、北方；也可以指某一个具体的省或州、一个市、一个区县、甚至社区。这要根据不同国家和地区的政治背景来定。票仓选民一般都较多，且多数都支持同一个政党或候選人，选举时都会将选票一面倒的投给所属意的政党或候选人。票仓是各政党势力的主要支持来源。票仓特別體現在兩黨制國家。
有觀點認為在艱困選區之政黨不會在對方的票倉投放資源拉票。不過也有說法認為，一個政黨通常會在艱困選區投放更多資源與心力，並集中資源在具勢均力敵之五五波選區，藉以達成艱困選區中少輸為贏甚至成功翻轉贏得選戰之機會。
若一個政黨執政不佳、背離民意，該政黨之票倉所在地亦有可能轉變為勢均力敵之地區，甚至變成另一黨之票倉。

## 臺湾

2024年中華民國總統選舉結果，綠色為民主進步黨賴清德勝出的縣市，藍色為中國國民黨侯友宜勝出的縣市。

北臺湾在一般情況中包括基隆市、臺北市、桃竹苗等县市在内的北部地区呈現為泛藍略微領先泛綠之情形。北部選民眾多，多数亦支持中國国民党，這些區域可以說是泛藍陣營（中國國民黨）之票仓。
中臺灣臺中市及彰化縣地區歷年選舉藍綠兩黨互有勝負，為泛綠陣營、泛藍陣營的競爭。在历次选举中，国民党在这一地区的得票率一直较高。
相反的，濁水溪以南的雲嘉南高屏等南台湾县市和北部的宜蘭縣则是泛綠陣營（民主進步黨）票仓。
唯自從2014年九合一選舉後，藍綠兩黨在北中南均呈現五五波之勢均力敵之均勢局面。
東臺灣花東地區與離島地區金馬地區之選舉皆呈現藍大於綠之局面。

## 美國

2024年美國總統選舉美國選舉人團票數分布，藍色為民主黨賀錦麗勝出的州，紅色為共和黨唐納·川普勝出的州。

在美國，民主黨票倉主要包括華盛頓州、奧勒岡州、加利福尼亞州等西岸、紐約州等東北部州及主要大城市包括紐約、洛城、舊金山、波士頓、華盛頓特區、芝加哥、休士頓等。而共和黨票倉主要包括得克薩斯州等中西部和南部州、市郊和鄉村地區，以及部分大城市如邁阿密等。

## 香港

2019年香港区议会选举各选区阵营得票率地图，黄色为泛民主派胜出的选区，蓝色为親建制派胜出的选区。

在香港，親建制派陣營的票倉主要包括灣仔區、九龍城區、觀塘區、元朗區、北區、離島區等區份，此類地區大多屬於內地香港新移民聚居地（觀塘、元朗、北區等），人口老化的傳統基層屋邨密集區（九龍城、觀塘等），或為傳統上親鄉事派的鄉郊香港原住民地區（元朗、北區、離島等）以及富人較多的地區（灣仔、離島等），而親建制陣營傳統上主要得到香港公屋基層、原住民、內地新移民以及社會上流階層（如商界與文化演藝界）的支持。另一方面，在房與低層次住宅區林立的深水埗區、葵青區與中產聚居的西貢區、沙田區等地區，泛民主派則在過去的選舉中一直相較其它區域有顯著優勢。

## 外部参考
1. ↑  .   [2012-01-18]. （原始内容存档于2019-06-05）.